# Koubia (prefectura de Guinea)
Koubia es una prefectura de la región de Labé de Guinea, con una población censada en marzo de 2014 de 100 170 habitantes. Está formada por las siguientes subprefecturas, que igualmente se muestran con población censada en marzo de 2014:
- Fafaya 20,202
- Gadha-Woundou 6,964
- Koubia 21,889
- Matakaou 16,515
- Missira 11,159
- Pilimini 23,441[1]